# Full Members Cup
Full Members Cup ou Copa de Membros Ingleses foi uma competição organizada pela Football League e disputada entre 1985 e 1992 pelos clubes de futebol da Inglaterra. A competição foi estabelecida para ocupar as lacunas do calendário desportivo, causadas pela proibição dos clubes ingleses de disputarem competições europeias, na sequência da Tragédia de Heysel.

## Participantes
| Temporada | Nº de Clubes | Primeira Divisão | Segunda Divisão |
| --------- | ------------ | ---------------- | --------------- |
| 1985-86   | 21           | 5                | 16              |
| 1986-87   | 30           | 14               | 16              |
| 1987-88   | 40           | 17               | 23              |
| 1988-89   | 40           | 16               | 24              |
| 1989-90   | 37           | 13               | 24              |
| 1990-91   | 39           | 15               | 24              |
| 1991-92   | 41           | 18               | 23              |

## Finais
| Temporada | Campeão           | Placar | Vice-Campeão      |
| --------- | ----------------- | ------ | ----------------- |
| 1985–86   | Chelsea           | 5–4    | Manchester City   |
| 1986–87   | Blackburn Rovers  | 1–0    | Charlton Athletic |
| 1987–88   | Reading           | 4–1    | Luton Town        |
| 1988–89   | Nottingham Forest | 4–3    | Everton           |
| 1989–90   | Chelsea           | 1–0    | Middlesbrough     |
| 1990–91   | Crystal Palace    | 4–1    | Everton           |
| 1991–92   | Nottingham Forest | 3–2    | Southampton       |

## Vencedores
| Clube             | Troféus | Vices | Edições           |
| ----------------- | ------- | ----- | ----------------- |
| Chelsea           | 2       | 0     | 1985–86 e 1989–90 |
| Nottingham Forest | 2       | 0     | 1988–89 e 1991–92 |
| Blackburn Rovers  | 1       | 0     | 1986–87           |
| Reading           | 1       | 0     | 1987–88           |
| Crystal Palace    | 1       | 0     | 1990–91           |
| Everton           | 0       | 2     | -                 |
| Manchester City   | 0       | 1     | -                 |
| Charlton Athletic | 0       | 1     | -                 |
| Luton Town        | 0       | 1     | -                 |
| Middlesbrough     | 0       | 1     | -                 |
| Southampton       | 0       | 1     | -                 |